# Récepteur d'aryl hydrocarbone
Pour les articles homonymes, voir AHR.
Le récepteur d'aryl hydrocarbone (AhR) est une protéine codée par le gène AHR situé sur le chromosome 7 humain. Il s'agit d'un facteur de transcription régulant l'expression de certains gènes.
Il était initialement considéré comme un senseur de xénobiotiques et un régulateur d'enzymes de détoxification, comme les cytochromes P450, qui métabolisent ces substances. Récemment, il a été démontré que AhR était régulé pour un certain nombre de dérivés de composés indole endogènes, comme la kynurénine. AhR joue également un rôle dans le système immunitaire, le maintien des cellules souches et la différenciation cellulaire,.

## Mécanisme d'action
AhR peut fixer un grand nombre de ligands exogènes, comme les flavonoïdes, les polyphénols et les indoles, mais aussi des composés synthétiques comme les hydrocarbures aromatiques polycycliques (HAP) et les composés de la famille des dioxines. AhR est un facteur de transcription cytosolique, maintenu inactif par sa liaison avec plusieurs protéines chaperonnes. La liaison d'un ligand à AhR, comme le TCDD, entraîne la dissociation du complexe et permet la translocation de AhR lié à son ligand vers le noyau, où il va se dimériser la protéine ARNt, pour se fixer à des éléments de réponse sur l'ADN et réguler la transcription de gènes.

## Rôles
Il est présent dans la peau. Son activation permet une différenciation de l'épiderme en augmentant l'expression de la filaggrine. Il permet de moduler la réponse immunitaire.
Il a également un rôle dans le rythme circadien.
Il constitue également une voie d'action du microbiote cutané humain sur l'intégrité de la peau.

### Développement
AhR est présumé comme ayant évolué depuis les organismes invertébrés, chez lesquels il était impliqué dans le développement normal, indépendamment de la fixation d'un ligand. Chez la drosophile, la protéine spineless (ss) est l'homologue de AhR et est nécessaire pour le développement des segments distaux des antennes et des pattes. Elle se dimérise avec la protéine tango (tgo), homologue de ARNt, pour initier la transcription de gènes. L'évolution du récepteur chez les Vertébrés.

## Cible thérapeutique
Le tapinarof est un agoniste de ce récepteur. Utilisé sous forme de crème cutanée, il permet de réduire les plaques de psoriasis.